# Букатая, Надежда Ивановна
Надежда Ивановна Букатая (бел. Надзея Іванаўна Букатая; 3 мая 1918, д. Трояново, Копыльский район — 3 сентября 1977) — Герой Социалистического Труда (1958).

## Биография
В 1944—1977 годы — в колхозе «Прогресс» Копыльского района (с 1953 свинарка).
Указом Президиума Верховного Совета СССР от 18 января 1958 года удостоена звания Героя Социалистического Труда «за выдающиеся успехи, достигнутые в деле развития сельского хозяйства по производству зерна, картофеля, льна, мяса, молока и других продуктов сельского хозяйства, и внедрение в производство достижений науки и передового опыта» с вручением ордена Ленина и золотой медали «Серп и Молот».
Депутат Верховного Совета СССР 5 созыва.